# Adidas
Adidas, stylisé adidas, (anciennement Gebrüder Dassler Schuhfabrik) est une firme allemande fondée en 1949 par Adolf Dassler, spécialisée dans la fabrication d'articles de sport, basée à Herzogenaurach en Allemagne.
Elle est mondialement connue sous l'appellation « la marque aux trois bandes », des trois bandes parallèles qui constituent son logo. Pionnier, leader pendant de longues années dans les articles destinés aux sportifs et aussi principal concurrent de Nike, le leader mondial actuel du secteur, Adidas est l'un des équipementiers sportifs les plus connus au monde.

## Historique
|                                                                                                |  |  |
| Adolf Dassler en 1915 et l'usine des frères Dassler près de la gare de Herzogenaurach en 1928. |  |  |

Adolf Dassler (plus connu sous le nom d'Adi Dassler), est le fils de Christoph Dassler, modeste savetier bavarois de Herzogenaurach (ville réputée pour son industrie de la chaussure), et Paulina, une mère qui tient une petite blanchisserie derrière la maison familiale. Au retour de la Première Guerre mondiale, Adi commence à fabriquer à la main des chaussures robustes pour les ouvriers dans la buanderie maternelle : récupérant des chutes de cuir sur les stocks de l'armée allemande, il se fait une clientèle et commence aussi à fabriquer des chaussures pour la course à pied. En 1920, il fonde une petite entreprise qui se spécialise dans la fabrication de chaussures de sport, conscient du marché potentiel « depuis que l'Allemagne, humiliée et privée d'armée en 1918, a érigé le sport en outil privilégié du redressement moral et physique de la nation ». En 1923, l'entreprise compte douze employés et fabrique une cinquantaine de paires annuellement[Combien ?].

### Deux frères
L'année suivante, Adi demande à son frère Rudolf (Rudi) de venir travailler à ses côtés. Leurs personnalités contrastées se complètent : Adi, calme, se charge de la production et de la mise au point de nouveaux modèles, Rudolf, plus extraverti, ce dernier réussissant même à développer les ventes à l'exportation.

Logo de l'entreprise Dassler en 1924.

Le 1er juillet 1924, les deux frères Dassler inscrivent leur entreprise au registre du commerce (de) sous le nom « Schuhfabrik Gebrueder Dassler » (fabrique de chaussures des frères Dassler) à Herzogenaurach près de Nuremberg. Ils en sont propriétaires, chacun pour moitié, et la gèrent ensemble. Leur entreprise est florissante.
Alors qu'Hitler arrive au pouvoir, ils adhèrent au Parti national-socialiste des travailleurs allemands, Rudolf étant un ardent nazi. En 1936, aux Jeux olympiques de Berlin, l'athlète américain Jesse Owens gagne quatre médailles d'or, alors qu'il porte des espadrilles faites par l'un des Dassler. Lors de la Seconde Guerre mondiale, Rudi est mobilisé dans la Wehrmacht alors qu'Adi est exempté afin « de rester à l'usine pour suivre les fabrications de bottes, destinées à l'armée, mais aussi, de lance-roquettes antichar ». Les raisons de leur rupture, jamais vraiment expliquées, datent de cette période qui provoque un ressentiment de Rudi envers son frère « planqué », auxquelles s'ajoutent des rumeurs de liaison extraconjugale entre Rudi et sa belle-sœur. En avril 1945, Rudi déserte de l'armée et revient à Herzogenaurach. La rupture est désormais consommée en raison des affres de la dénazification : Rudi tient son frère responsable de son emprisonnement pendant un an en raison de ses sympathies nazies et pense qu'il a voulu se débarrasser de lui. Les deux frères décident donc de liquider l'entreprise Schuhfabrik Gebrueder Dassler en 1948 et de la partager en deux parties égales.

### Deux firmes

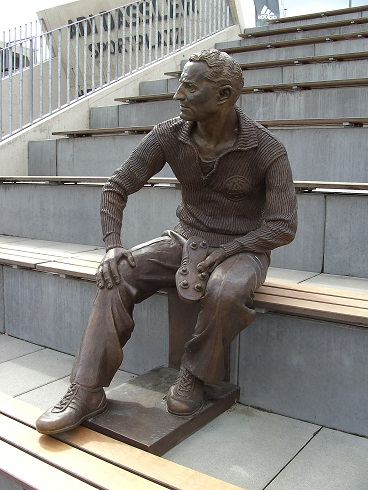
Sculpture en bronze d'Adolf Dassler au Adi Dassler Stadium, à Herzogenaurach (Bavière).

Avec son surnom, « Adi », et la première syllabe de son nom de famille, « Das », Adolf crée l'entreprise qui portera officiellement le nom d’Adidas AG à partir du 18 août 1949, date de création officielle de la société (avec à l'époque 47 employés), ainsi que du dépôt de la chaussure aux trois bandes. Son frère Rudolf fonde la marque sportive Puma, un nom prononçable dans toutes les langues. Il installe son entreprise dans la même ville que son frère, mais de l'autre côté de la rivière Aurach.

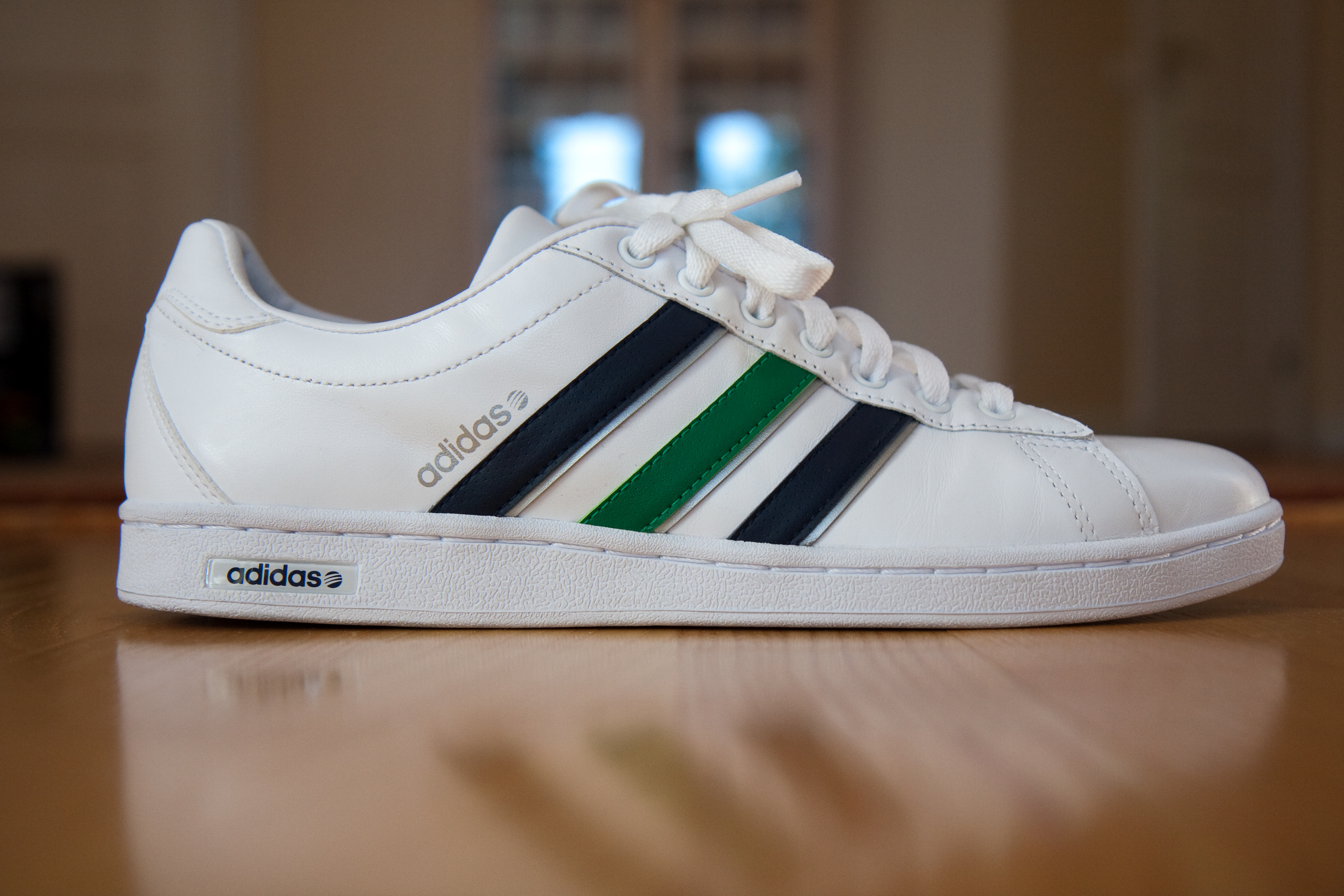
Une chaussure Adidas reconnaissable par sa célèbre griffe aux trois bandes.

En 1956, Adi envoie son fils Horst aux Jeux olympiques de Melbourne, ce dernier offrant du matériel aux athlètes. C'est la première opération de marketing sportif international moderne.
Dans les années 1960, Horst arrive à la tête de l'entreprise familiale et la transforme en une puissante multinationale. Depuis 1970, la marque fournit les ballons de la coupe du monde de football. Horst crée la marque Arena en 1973, spécialisée dans la natation, puis en 1974 reprend le célèbre concurrent français d'Adidas, Le Coq sportif, qui se trouve en difficulté financière. Horst crée le « système Adidas », plaçant des hommes d'influence à la tête du CIO (artisan du sport business, il fait d'Adidas le sponsor officiel des JO de 1972), de la FIFA ou de la fédération internationale d'athlétisme. Il crée également en 1982 International Sport and Leisure, pionnière des sociétés de marketing sportif, mais marquée par les scandales qui révèlent « un système de corruption au plus haut niveau ». Après le décès brutal d'Horst en 1987, le groupe entre dans une phase de crise, les enfants d'Adolf se livrant à une guerre féroce pour le contrôle de la société.

### Mort et résurrection d'un empire
En 1990, Adidas est au bord du gouffre. Les héritiers décident de vendre la société au français Bernard Tapie. Celui-ci change le logo de la marque, renouvelle les collections, revoit la politique de distribution et délocalise une partie de la production en Asie, à l'instar de ses concurrents Reebok et Nike, comprimant ainsi les coûts de fabrication. À nouveau rentable en 1993, la société est revendue à Robert Louis-Dreyfus, qui poursuit le plan de redressement de Bernard Tapie.
En 1995, la société est introduite en Bourse. Elle achète ensuite la marque Salomon. Adidas-Salomon, qui est également coté à la bourse de Paris, entre en 1998 dans l'indice DAX des 30 valeurs vedettes à la Bourse de Francfort.
Dans les années 2000, par l'intermédiaire de son patron d'alors, Robert Louis-Dreyfus, Adidas relance la marque française Le Coq Sportif, via une société suisse d'investissement, Airesis.
Elle rachète son concurrent Reebok en 2006, pour 3,1 milliards d'euros alors que dans le même temps, faute de synergies réalisées, elle revend Salomon à Amer Sport pour 340 millions d'euros.
La société vaut, en 2015, près de dix milliards d'euros à la Bourse, et talonne Nike pour la position de numéro un mondial des équipements sportifs[réf. souhaitée]. Elle reste une des dix marques les plus connues au monde et compte des adeptes sur les cinq continents[réf. souhaitée].
En 2015, Adidas vend la marque de chaussures Rockport, acquise avec Reebok, à un consortium composé de Berkshire Partners (en) et New Balance pour 280 millions de dollars
En mai 2017, la société vend ses marques d'équipements de golf TaylorMade, Adams Golf et Ashworth à un fonds d'investissement pour 425 millions de dollars. En juillet 2017, Adidas vend la marque de hockey CCM à un fonds d'investissement pour 110 millions de dollars.
En août 2021, Adidas annonce la vente de Reebok pour 2,5 milliards d'euros à Authentic Brands Group.

## Identité visuelle
En 1949, Adolf Dassler a l'idée de peindre les trois bandes de cuir sur le côté des chaussures qui sont utilisées pour renforcer celles-ci. Adidas se fait connaître comme  « la marque aux 3 bandes », le slogan étant associé à un logo représentant visuellement les bandes. Cependant, Dassler apprend ensuite que Karhu, un équipementier sportif finnois fondé en 1916, a eu auparavant une idée similaire et possède également un logo équivalent. En 1951, Adidas rachète à Karhu les droits du logo aux trois bandes pour l'équivalent à l'époque de 1 600 euros et deux bouteilles de whiskey. Les années 1960 marquent la diversification de l'entreprise qui lance des ballons à sa marque en 1964, des survêtements en 1968.
C’est pour les vêtements de sport et les équipements (sacs, ballons, etc.) qu'Adidas redessine son logo : les trois bandes traversent horizontalement un trèfle à trois feuilles qui symbolise la diversité du groupe, les trois feuilles représentant les trois principales masses terrestres du monde et les trois grands marchés du groupe : les Amériques, l’Europe avec l’Afrique, et l’Asie).
En 1972, la marque devient le sponsor officiel des Jeux olympiques de Munich et le « trèfle » est lancé à cette occasion.
En 1991, la marque lance, sous la nouvelle division Adidas Equipment (future adidas Sport Performance en 2002), une ligne de chaussures et de vêtements fonctionnels qui sont directement orientés vers la performance sportive. Leur logo, les « trois barres », symbolise, par la montagne, le défi et le but à atteindre. La division Originals, créée en 1993 (future Sport Héritage en 2002), remet au goût du jour le trèfle, abandonné en 1991 puis repris dans les années 2000 pour des séries « vintage » rééditant d’anciens best-sellers de la marque.

Premier logo d'Adidas en 1949.
Logo d'Adidas entre 1951 et 1971.
Le célèbre logo au « trèfle » entre 1972 et 1990.
Logo « trois bandes » utilisé dans les années 90 et 2000.
Le logo avec 3 bandes en forme de pyramide utilisé entre 1991 et 2022.
Logo actuel, depuis 2022.

## Produits
Adidas vend de nombreux produits grâce à son site et ses nombreux magasins à travers le monde. Elle vend essentiellement des chaussures, des vêtements de sport, du sportswear et des équipements sportifs.

## Équipementier officiel
Adidas sponsorise de nombreux organismes liés au sport, tels que la fédération française de basket-ball, de 2013 à fin 2017, l'Association internationale des fédérations d'athlétisme, de 2008 à 2017, la NBA, de 2006 à 2017, d'événements sportifs comme l'édition 2018 de la Coupe du monde de football (sponsor officiel du tournoi international) et des athlètes de haut niveau dans une multitude de disciplines sportives : 226 médaillés olympiques des Jeux olympiques de Londres (2012), par exemple :
- le boxeur Mohamed Ali[36] ;
- le joueur de tennis roumain Ilie Nastase, qui a eu sa « propre » paire de chaussures ;
- le joueur de tennis américain Stan Smith, qui donne son nom à l'un des modèles iconiques de la marque[37] ;
- les joueurs de tennis Ivan Lendl, Stefan Edberg et Steffi Graf, tous trois numéros 1 mondiaux ;
- le footballeur argentin Lionel Messi, septuple Ballon d'or[38] ;
- la volleyeuse brésilienne Tifanny Abreu, première femme trans à évoluer en première division féminine dans cet état[39].

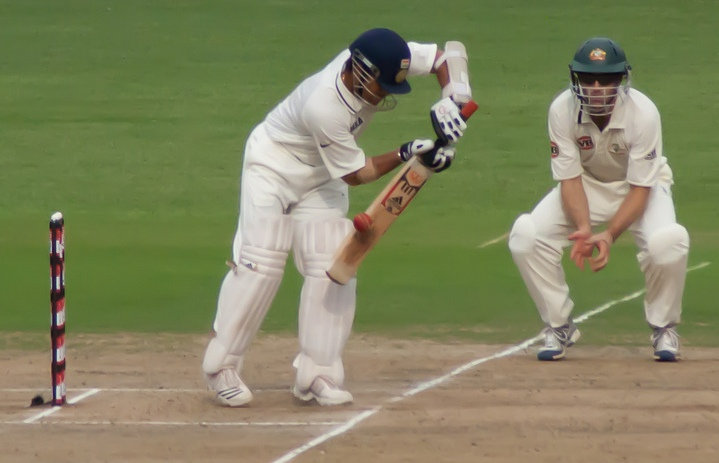
Le joueur de cricket indien Sachin Tendulkar en train de jouer avec sa batte personnalisée, fabriquée par la marque.
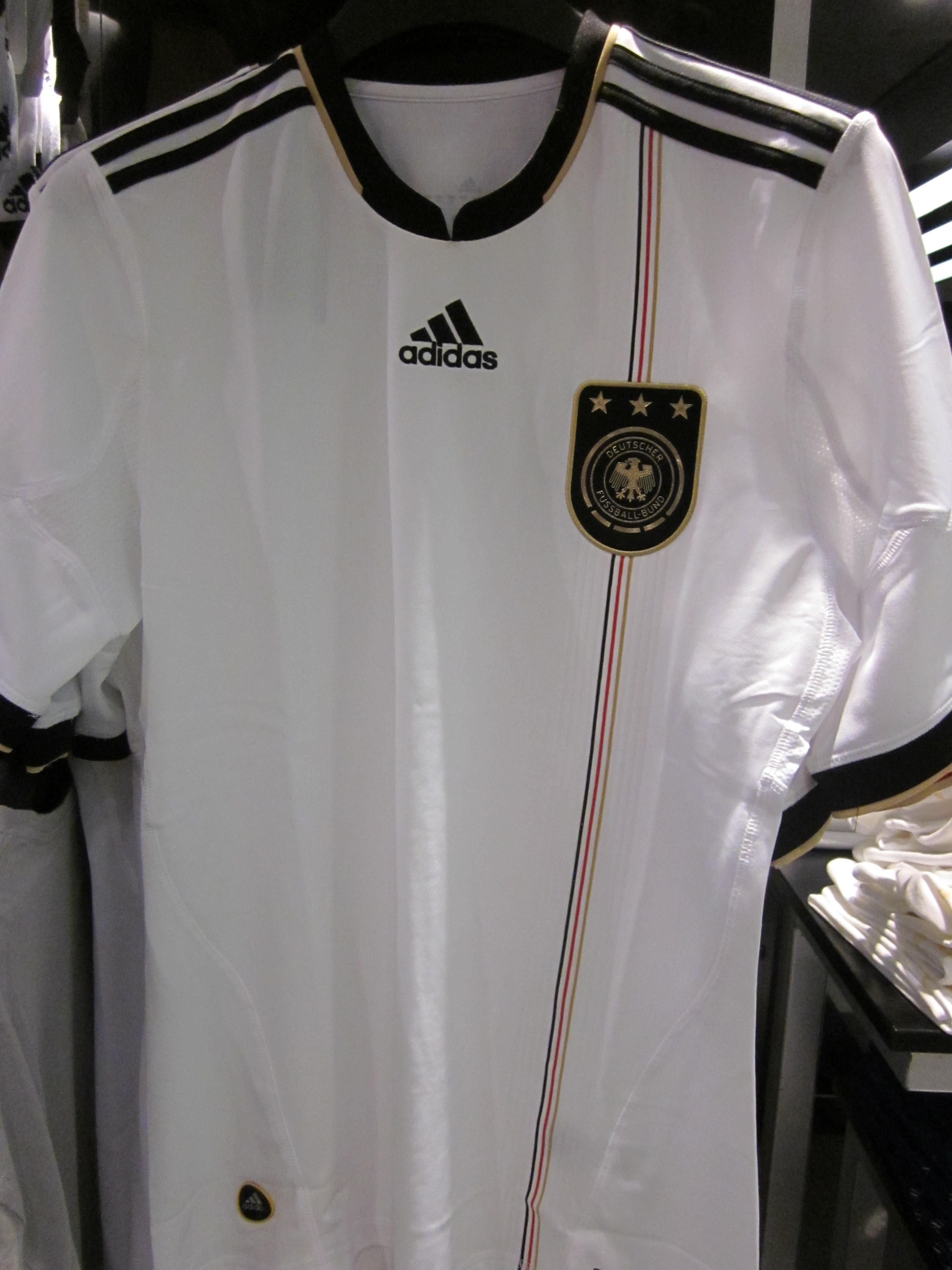
Maillot de l'équipe d'Allemagne de football fabriqué par Adidas.
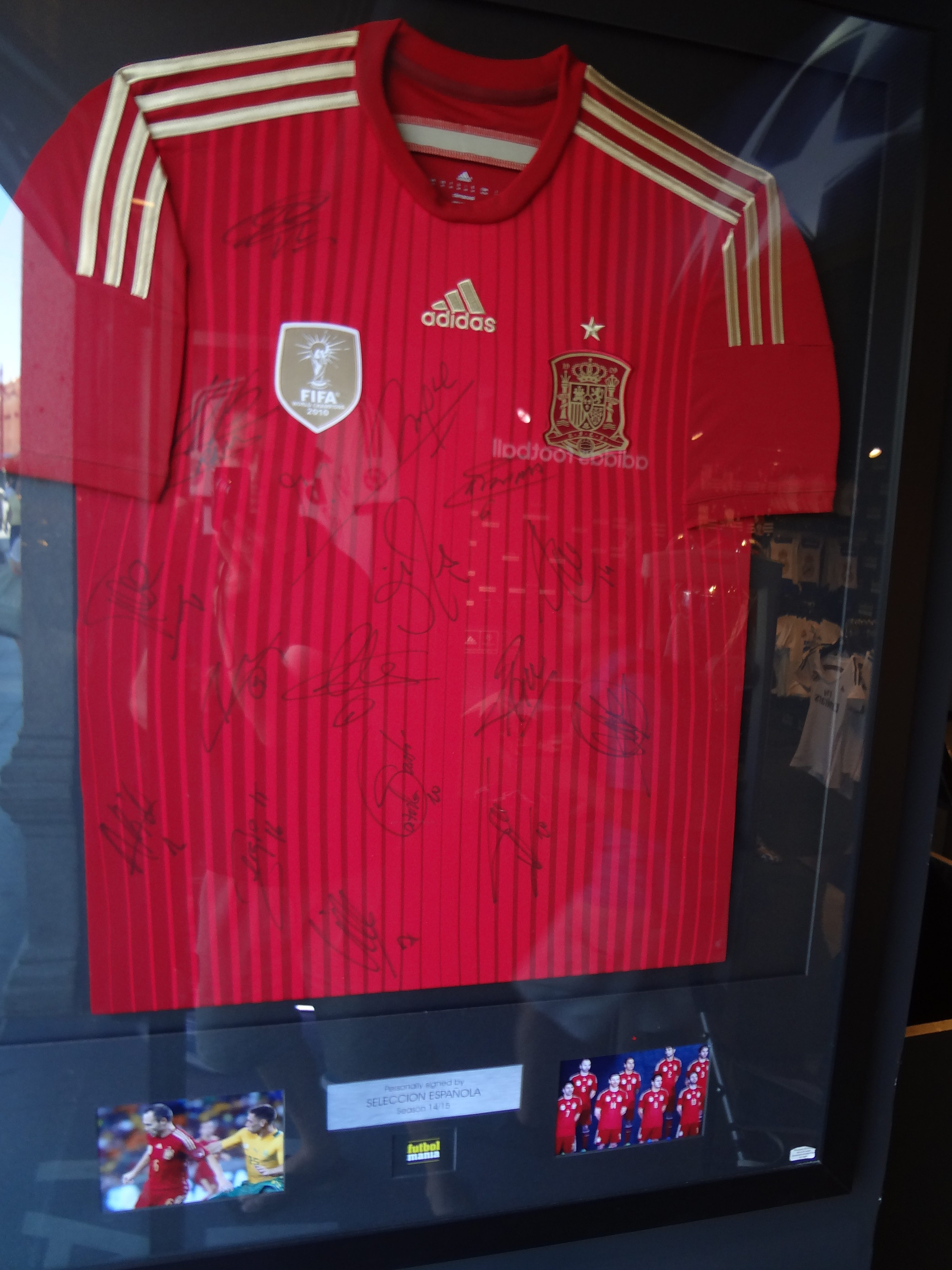
Maillot de l'équipe d'Espagne de football fabriqué par Adidas pour la Coupe du monde de 2014.
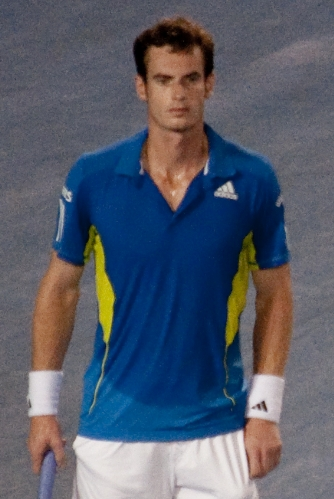
Le tennisman britannique Andy Murray en tenue Adidas lors de l'Open d'Australie 2010.

## Adidas en France
En 1960, Horst Dassler ouvre une usine à Dettwiller dans le Bas-Rhin. Elle compte alors une trentaine d'employés. Dans les années 1970, Adidas fait travailler près de 1 500 personnes en Alsace.
Le siège social d’Adidas France est construit en 1973 à Landersheim, il a compté jusqu'à 900 salariés dans les années 1980. La plus grande usine du groupe en France se trouvait à Saint-Vincent-de-Tyrosse dans les Landes.
En 1987, Adidas France supprime 400 emplois, 530 en 1988 puis 320 en 1990. Les usines alsaciennes de Dettwiller (320 salariés) et Pfaffenhoffen (260 salariés) sont fermées en 1992 tandis que l'usine de La Walck est revendue à plusieurs de ses cadres. En 1994, Adidas ne possède plus aucune usine en France, mais le siège social emploie encore 330 personnes.
En avril 2018, le siège social d'Adidas France (200 employés) quitte Landersheim et s'installe dans le nouveau quartier d'affaires du Wacken à Strasbourg.
En juin 2022, Adidas France annonce que son siège social quittera Strasbourg en 2024 pour regrouper l’ensemble de ses activités à Paris.

## Dirigeants
- Adolf Dassler (1949-1978)[43]
- Horst Dassler (1978-1987)
- Bernard Tapie (1990-1993)
- Robert Louis-Dreyfus (1993-2007)
- Herbert Hainer (2001-2005)

## Communication

### Activité de lobbying

#### Auprès des institutions de l'Union européenne
Adidas SA est inscrite depuis 2016 au registre de transparence des représentants d'intérêts auprès de la Commission européenne. Le groupe déclare en 2015 pour cette activité des dépenses d'un montant compris entre 400 000 et 500 000 euros, et indique avoir perçu sur le même exercice 545 000 euros de subventions de l'Union européenne.

#### Aux États-Unis
Selon le Center for Responsive Politics, les dépenses de lobbying d'adidas aux États-Unis s'élèvent en 2015 à 40 000 dollars.

## Controverses

### Affaire Adidas
Cet historique a sa source principale dans la publication d'un article paru dans Les Échos du 11 juillet 2008.
- 7 juillet 1990 : le groupe Bernard Tapie achète 80 % d'Adidas pour 244 millions d'euros, puis rachète six mois plus tard les 15 % d'adidas encore détenus par le groupe suisse Metro.
- 8 décembre 1992 : Tapie met en vente Adidas pour 317 millions d'euros.
- 15 février 1993 : annonce de la vente d'Adidas pour 315,5 millions d'euros à un groupe d'investisseurs, dont le Crédit lyonnais (CL).
- 8 novembre 1994 : Tapie affirme que le CL détient de façon occulte plus que les 19,9 % officiels d'adidas. La banque dément.
- 14 décembre 1994 : Tapie est personnellement placé en liquidation judiciaire par le tribunal de commerce de Paris (TCP).
- 26 décembre 1994 : Robert Louis-Dreyfus, président du Directoire d'Adidas depuis avril 1993, prend le contrôle d'adidas pour 701 millions d'euros.
- 4 juillet 1995 : Tapie réclame au CL les 229 millions de plus-value dégagés lors de la cession.
- 17 novembre 1995 : Louis-Dreyfus introduit Adidas en bourse à Francfort pour 1,677 milliard d'euros.
- 7 novembre 1996 : le TCP condamne le CL à verser à Tapie une provision de 91,5 millions d'euros.
- En 1997, adidas acquiert le fabricant de skis Salomon, mais s'en sépare après huit ans, les profits escomptés n'étant pas au rendez-vous.
- 12 novembre 2004 : la cour d'appel de Paris autorise une médiation entre Tapie et l'État pour un accord amiable.
- 12 avril 2005 : échec de la médiation. Tapie réclame toujours 990 millions d'euros.
- En mai 2005, la société annonce une OPA amicale, pour la somme de 3,8 milliards de dollars, sur Reebok, une société concurrente.
- 30 septembre 2005 : la Cour d'appel de Paris condamne le CDR à verser la somme de 234 millions d'euros.
- 9 octobre 2006 : la Cour de cassation casse l'arrêt de la cour d'appel de Paris condamnant le CDR à verser à monsieur Tapie la somme de 234 millions d'euros.
- 24 octobre 2007 : l'État nomme une commission d'arbitrage et renonce à se présenter à nouveau devant la cour d'appel de Paris qui aurait dû suivre les motifs de la Cour de cassation.
- 11 juillet 2008 : la commission d'arbitrage condamne le CDR à verser 285 millions d'euros à Bernard Tapie[47].
- 17 février 2014 : la Cour d'appel annule l'arbitrage entre le Crédit Lyonnais et Bernard Tapie et oblige ce dernier à rembourser les 403 millions d'euros qu'il a eus en indemnisation.

### Processus de fabrication
Le 13 juillet 2011, le groupe de défense de l’environnement Greenpeace annonce avoir trouvé parmi des échantillons de vêtements Adidas (mais aussi d'autres marques comme Lacoste, Ralph Lauren, Puma), des traces d'éthoxylates de nonylphénol (un perturbateur endocrinien), qui sont également rejetés dans les eaux chinoises et s’intégreraient dans la chaîne alimentaire notamment au travers des poissons. Contrairement aux marques Puma et Nike qui se sont engagées à éliminer de leurs processus de fabrication toute substance chimique toxique d'ici à 2020, adidas n'a pris aucun engagement, mais fabrique des vêtements en récupérant des plastiques dans leur projet « End plastic Waste ».
En mai 2014, Greenpeace confirme la présence de polluants dans certains produits Adidas, tels que le perfluorocarbure (PFC), des éthoxylates de nonylphénol (NPE), des phtalates et du diméthylformamide (DMF). Une partie de ces substances perturbe le système hormonal, nuit à la reproduction ou est cancérigène. Les chaussures et les gants de la marque Adidas sont particulièrement concernés.

### Modèle de chaussure controversé
Le 14 juin 2012, Adidas fait l'objet d'une polémique en raison de la présentation sur internet d'un nouveau modèle de baskets, les Adidas JS Roundhouse Mids, une réinterprétation d'un des modèles de la marque. Conçues par le designer Jeremy Scott, ces chaussures de sport sont munies des chaines en caoutchouc jaunes qui s'accrochent aux chevilles, tels les boulets des anciens prisonniers. Ces chaussures évoquent pour un certain nombre de commentateurs les chaînes que portaient les esclaves au XIXe siècle, et taxent la marque de faire référence à l'esclavagisme pour promouvoir ce modèle. Notamment, le révérend Jesse Jackson s’insurge, affirmant que « la tentative de commercialiser et de rendre populaires plus de deux cents ans de mépris, au cours desquels les Noirs étaient considérés comme humains seulement aux trois cinquièmes dans la Constitution, est offensante, épouvantable et insensible ».

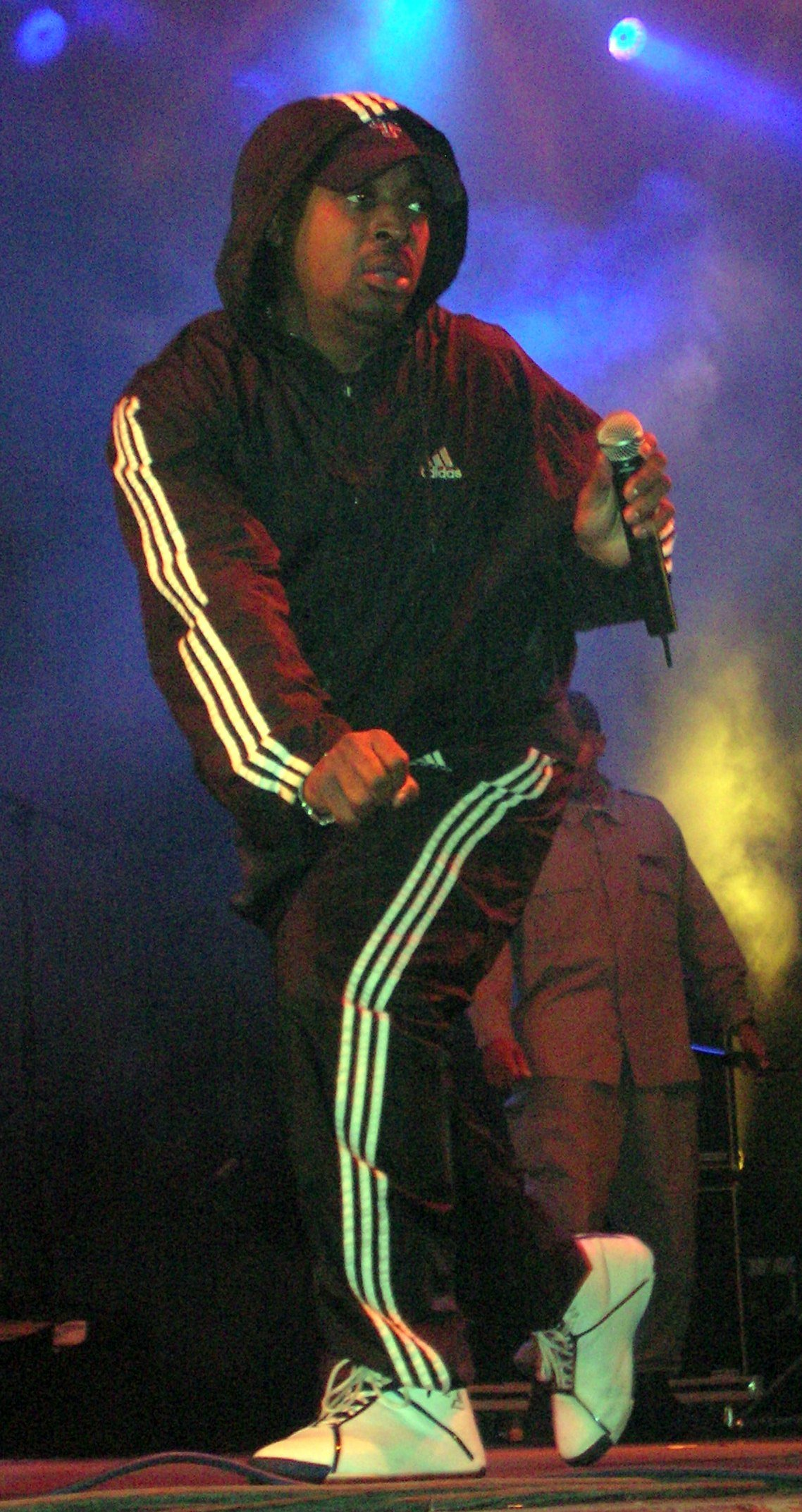
Le rappeur Chuck D en tenue Adidas.

En raison de la polémique et après avoir défendu le designer de ces chaussures (celui-ci expliquant par ailleurs s'être inspiré d'une peluche appelée « My Pet Monster », dont les mains sont attachées par des chaînes orange), Adidas annule la commercialisation du modèle, prévue en août 2012.

### Yeezy: rupture entre Adidas et Kanye West
Alors qu'en 2015, Adidas avait noué avec Kanye West le partenariat le plus lucratif de l'histoire de la marque, et de celle du rappeur, la marque a décidé d'y mettre un terme en octobre 2022. Cette rupture fait suite à une série de propos polémiques prononcés par Kanye sur ses réseaux sociaux, et notamment des propos antisémites. La fin du contrat représente un manque à gagner de plus d'un milliard d'euros pour chacune des parties. Le premier modèle de chaussure (« Boost 750 ») est sorti en février 2015. En 2020, Forbes a décrit l'ascension de Yeezy comme « l'une des grandes histoires de vente au détail du siècle ».
Finalement, Adidas et Kanye West parviennent à un accord en février 2023 afin de vendre les 500 millions de dollars de marchandise restante, sans pour autant prévoir de nouvelles collaborations futures.

### Articles connexes

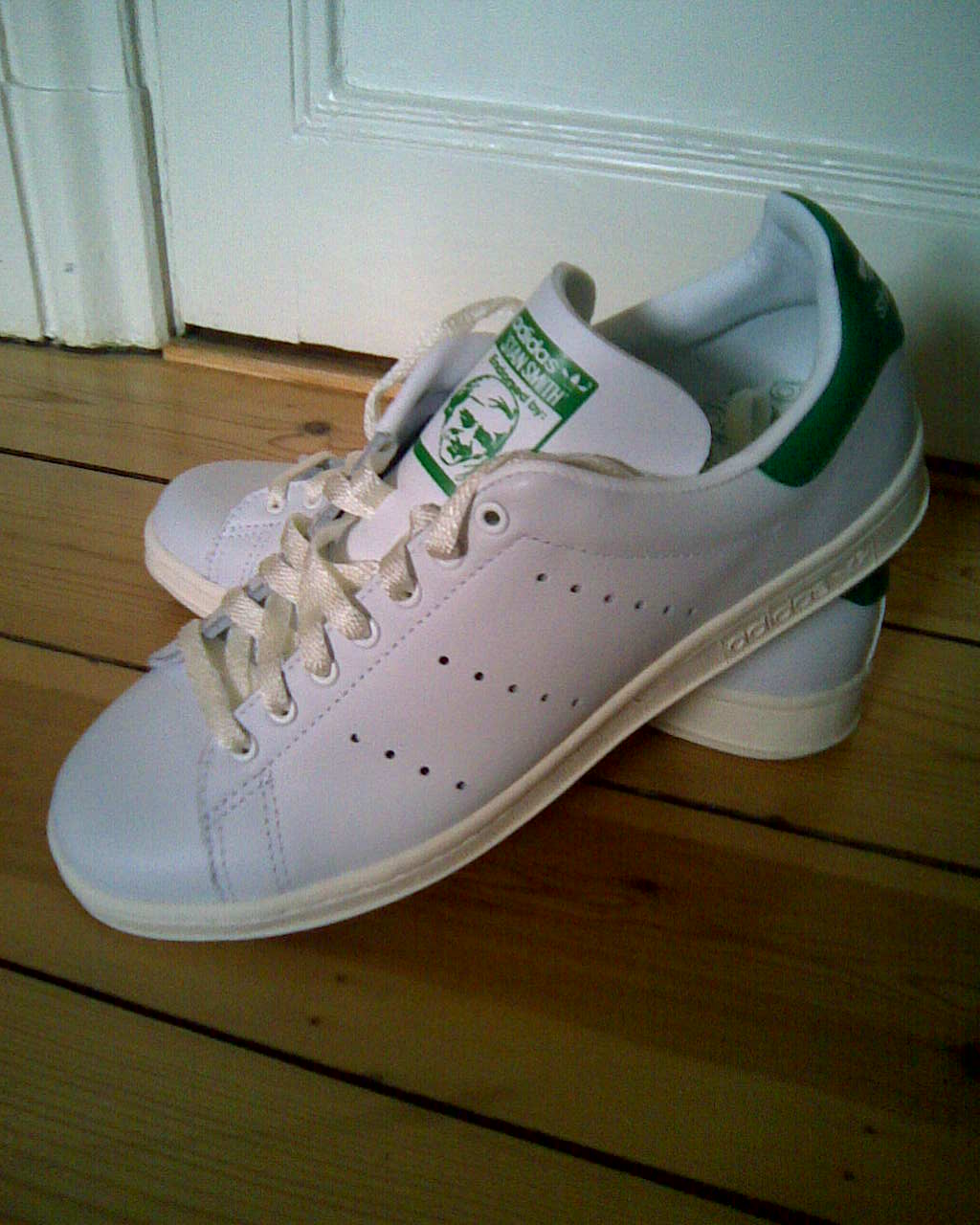
Une paire d'Adidas Stan Smith.